# Kvalifikace na Mistrovství světa ve fotbale 1966 (CONMEBOL)
Kvalifikace na Mistrovství světa ve fotbale 1966 zóny CONMEBOL určila 3 účastníky finálového turnaje.
Všech 9 účastníků jihoamerické zóny bylo rozlosováno do třech skupin po třech týmech. Ve skupinách se utkal každý s každým dvoukolově doma a venku. Vítězové skupin postoupili na MS.

## Skupina 1
| Poř. | Tým       | B | Z | V | R | P | VG | IG |
| ---- | --------- | - | - | - | - | - | -- | -- |
| 1    | Uruguay   | 8 | 4 | 4 | 0 | 0 | 11 | 2  |
| 2    | Peru      | 4 | 4 | 2 | 0 | 2 | 8  | 6  |
| 3    | Venezuela | 0 | 4 | 0 | 0 | 4 | 4  | 15 |

| Datum                       | Domácí    | Výsledek | Hosté     |
| --------------------------- | --------- | -------- | --------- |
| 16. května 1965, Lima       | Peru      | 1 – 0    | Venezuela |
| 23. května 1965, Montevideo | Uruguay   | 5 – 0    | Venezuela |
| 30. května 1965, Caracas    | Venezuela | 1 – 3    | Uruguay   |
| 2. června 1965, Caracas     | Venezuela | 3 – 6    | Peru      |
| 6. června 1965, Lima        | Peru      | 0 – 1    | Uruguay   |
| 13. června 1965, Montevideo | Uruguay   | 2 – 1    | Peru      |

Uruguay postoupila na Mistrovství světa ve fotbale 1966.

## Skupina 2
| Poř. | Tým      | B | Z | V | R | P | VG | IG |
| ---- | -------- | - | - | - | - | - | -- | -- |
| 1=   | Chile    | 5 | 4 | 2 | 1 | 1 | 12 | 7  |
| 1=   | Ekvádor  | 5 | 4 | 2 | 1 | 1 | 6  | 5  |
| 3    | Kolumbie | 2 | 4 | 1 | 0 | 3 | 4  | 10 |

| Datum                             | Domácí   | Výsledek | Hosté    |
| --------------------------------- | -------- | -------- | -------- |
| 20. července 1965, Barranquilla   | Kolumbie | 0 – 1    | Ekvádor  |
| 25. července 1965, Guayaquil      | Ekvádor  | 2 – 0    | Kolumbie |
| 1. srpna 1965, Santiago de Chile  | Chile    | 7 – 2    | Kolumbie |
| 7. srpna 1965, Barranquilla       | Kolumbie | 2 – 0    | Chile    |
| 15. srpna 1965, Guayaquil         | Ekvádor  | 2 – 2    | Chile    |
| 22. srpna 1965, Santiago de Chile | Chile    | 3 – 1    | Ekvádor  |

Týmy Chile a Ekvádor měly stejný počet bodů. O postupu tak musel rozhodnout dodatečný zápas na neutrální půdě.
| Datum                | Domácí | Výsledek | Hosté   |
| -------------------- | ------ | -------- | ------- |
| 12. října 1965, Lima | Chile  | 2 – 1    | Ekvádor |

Chile postoupilo na Mistrovství světa ve fotbale 1966.

## Skupina 3
| Poř. | Tým       | B | Z | V | R | P | VG | IG |
| ---- | --------- | - | - | - | - | - | -- | -- |
| 1    | Argentina | 7 | 4 | 3 | 1 | 0 | 9  | 2  |
| 2    | Paraguay  | 3 | 4 | 1 | 1 | 2 | 3  | 5  |
| 3    | Bolívie   | 2 | 4 | 1 | 0 | 3 | 4  | 9  |

| Datum                        | Domácí    | Výsledek | Hosté     |
| ---------------------------- | --------- | -------- | --------- |
| 25. července 1965, Asunción  | Paraguay  | 2 – 0    | Bolívie   |
| 1. srpna 1965, Buenos Aires  | Argentina | 3 – 0    | Paraguay  |
| 8. srpna 1965, Asunción      | Paraguay  | 0 – 0    | Argentina |
| 17. srpna 1965, Buenos Aires | Argentina | 4 – 1    | Bolívie   |
| 22. srpna 1965, La Paz       | Bolívie   | 2 – 1    | Paraguay  |
| 29. srpna 1965, La Paz       | Bolívie   | 1 – 2    | Argentina |

Argentina postoupila na Mistrovství světa ve fotbale 1966.